# Marais Huron
Pour les articles homonymes, voir Huron (homonymie).

Le marais Huron est une zone humide et boisée située dans le Nord du comté d'Oakland dans le Sud-Est de l'État du Michigan.
Le marais Huron est situé à une quinzaine de kilomètres au Nord-Ouest de la ville de Pontiac.
Il s'élève à 303 mètres au-dessus du niveau de la mer.  
Le marais Huron s'étend sur 2 260 km²
La rivière Huron prend sa source dans le marais Huron.